# Graphosia griseola
Graphosia griseola är en fjärilsart som beskrevs av Rothschild 1916. Graphosia griseola ingår i släktet Graphosia och familjen björnspinnare. Inga underarter finns listade i Catalogue of Life.